# Ferdinand Beyer
Ferdinand Beyer (Querfurt, 25 de juliol de 1803 – Magúncia, 14 de maig de 1863) fou un pianista i compositor alemany.
De la seva obra, la composició més important (i possiblement l'única de certa rellevància) és el Vorschule im Klavierspiel (Métode d'Iniciació al Piano) op. 101 (1851). Consisteix en una compilació de 106 exercicis simples per a piano, de complexitat gradual, destinats a la iniciació en l'estudi d'aquest instrument. Aquest text és encara avui en dia un dels més famosos de la didàctica del piano.
La seva òpera Sigurd li fou estrenada al teatre de la Moneda de Brussel·les per Joseph Dupont.